# 羽川英樹 のんびりサタデー
『羽川英樹 のんびりサタデー』（はがわひでき のんびりサタデー）は、2005年10月1日から2008年3月29日までラジオ関西で放送されていたワイド番組である。

## 概要
フリーアナウンサーの羽川英樹がパーソナリティを務めていた土曜午前の番組。それまで日曜11:00枠で放送されていた『羽川英樹のぶらっとサンデー』に替わってスタートした。
選曲は1970年代・1980年代のヒット曲が中心で、ポップス、ロック、フォークソング、オールディーズ、AORなどを邦楽・洋楽を問わずに紹介していた。
番組は、2008年3月29日をもってこのタイトルでの放送を終了。同年4月5日からは、番組構成をほぼそのまま承継した『羽川英樹の快速急行・神戸発!!』が同じ時間帯に放送されていた。

## 放送時間
いずれも日本標準時。
- 土曜 8:00 - 09:50 （2005年10月1日 - 2007年3月31日）
- 土曜 8:00 - 10:00 （2007年4月7日 - 2008年3月29日） - 『トヨタ プレシャス・ボックス!』の枠を吸収して10分拡大。

## タイムテーブル
- 8時00分 オープニング（近況報告や渋滞情報など）

〜この間に1曲音楽を挿入〜
- 8時07分 ラジオ関西ニュース＋天気予報
- 8時12分 3ヒント駅名クイズ・第1ヒント

〜この間に1曲音楽を挿入〜
- 8時22分 朝刊拾い読み
- 8時30分 ラジオ関西交通情報（提供：兵庫三菱自動車販売）
- 8時32分 面白神戸兵庫学
- 8時37分 3ヒント駅名クイズ・第2ヒント
- 8時42分 メッセージ紹介
- 8時45分 レースガイド
- 8時48分 羽川英樹のジャパンツアー

〜この間に1曲音楽を挿入〜
- 8時55分 メッセージ紹介
- 9時00分 ラジオ関西ニュース＋天気予報
- 9時06分 ラジオ関西交通情報（提供：ボートピア神戸新開地）
- 9時10分 3ヒント駅名クイズ・最終ヒント

〜この間に1曲音楽を挿入〜
- 9時20分 鉄への道
- 9時30分 ラジオショッピング
- 9時35分 メッセージ紹介（またはリポート）など
- 9時50分 週末レジャー情報
- 9時57分 エンディング・駅名クイズの正解発表

## コーナー
3ヒント駅名クイズ
日本国内にある鉄道路線の駅名を当てるクイズコーナー。番組中に30分 - 40分ごとにヒントが出されるので、それらを手がかりにして駅名を当てる。応募はメールまたはFAXを使って行う。
正解者の中から抽選で2名に番組オリジナルステッカーが、1名に番組オリジナルコーヒードリッパーがプレゼントされた。
第1ヒントは鉄道路線名の中から5つの駅が出題される。第1ヒントでの正解者は次の第2ヒント出題前に正解者全員の住所と名前が読まれる。第1ヒントでの正解者数は遠方の路線の出題の場合が多く、逆に兵庫県内の鉄道路線の場合は第1ヒントでの正解者数が少ないという特性がある。
羽川英樹のジャパンツアー
日本各地の珍しいパンを紹介。公式サイト内にブログを設け、番組で紹介したパンの画像や販売店の連絡先を載せていた。
そんなんおましたなぁ〜
番組放送時点で既に見かけなくなっている懐かしの物品を追跡していたコーナー。2007年10月から実施。